# Stångtjärnen (Bjursås socken, Dalarna)
Stångtjärnen är en sjö i Falu kommun i Dalarna och ingår i Dalälvens huvudavrinningsområde.